# Atlas Copco
Atlas Copco (Copco de Compagnie Pneumatique Commerciale) es una empresa industrial multinacional sueca que fue fundada en 1873.  Fabrica herramientas y equipos industriales.
Atlas Copco Group es un grupo industrial global de empresas con sede en Nacka, Suecia. En 2019, los ingresos globales ascendieron a SEK 104.000 millones y, a finales de ese año, la empresa empleaba a más de 45 000 personas. La compañía fábrica productos en aproximadamente cien sitios de producción en más de veinte países. A partir de 2016, Estados Unidos es el mercado único más grande de la empresa, seguido de China. Las acciones de la empresa cotizan en la bolsa OMX de Estocolmo y las clases 'A' y 'B' forman parte del índice de referencia OMXS30.
Las empresas Atlas Copco desarrollan, fabrican, mantienen y alquilan herramientas industriales, compresores de aire (de los cuales es el principal productor mundial), sistemas de construcción y montaje. El grupo opera en cuatro áreas técnica: de compresores, de vacío, de construcción e industrial.

## Historia
AB Atlas, como se llamaba anteriormente, fue fundado por Edvard Fränckel, un industrial, político y alto funcionario sueco de los ferrocarriles estatales suecos. La empresa se estableció junto con Andre O. Wallenberg, Johan W. Arnberg, Carl G. Cervin y Fredrik Didro. En su fase de inauguración, Atlas se ocupó de la fabricación, compra y venta de todo tipo de material para la construcción y explotación ferroviaria.  Después del duro golpe de la recesión en la década de 1880 y el declive de la construcción de ferrocarriles, Atlas diversificó sus empresas y se diversificó hacia locomotoras, calefacción central y maquinaria de herramientas. En 1899, Atlas comenzó a desarrollar sus primeros compresores de aire y se estableció como fabricante de compresores. A medida que las ramas de producción más antiguas comenzaron a eliminarse, Atlas se asoció con Diesel Motors en 1917 y surgió la nueva compañía Atlas Diesel con dos divisiones principales: motores diesél y productos de aire de compresor.

### Desarrollo en tiempos de guerra
La fusión de Atlas Diesel experimentó un crecimiento significativo durante la Primera Guerra Mundial y hacia el final de la guerra, la exportación dominaba entre el 40% y el 50% de la producción. Los años de la depresión causaron pérdidas significativas para la empresa, lo que llevó a varias reconstrucciones financieras en las décadas de 1920 y 1930. La economía comenzó a recuperarse, la demanda comenzó a crecer nuevamente a mediados de la década de 1930 y Atlas Diesel experimentó un auge en las ventas, donde las operaciones de aire comprimido fueron el área más expansiva. La Segunda Guerra Mundial siguió siendo un período activo para la firma y un momento en el que la planificación estratégica para el desarrollo jugó un papel principal. Se enriquecieron las capacidades de fabricación y la compra, junto con la adquisición de filiales de fabricación en Suecia y otros países, fue un componente clave para el crecimiento continuo de Atlas Diesel después de la Segunda Guerra Mundial.

### Expansión internacional de posguerra
El método sueco que se fundó durante el período de guerra sentó las bases para la expansión internacional que Atlas Copco emprendió a partir de la década de 1950. La compra de la empresa belga de compresores Arpic Engineering en 1956 fue la primera gran adquisición internacional de la empresa. Finalmente, las plantas de Arpic llevaron a cabo la mayor parte de la producción de compresores de Atlas Copco. En 1960 se realizó otra adquisición importante con la compra de Craelius. En la década de 1970, la expansión internacional se aceleró, debido a diversas reformas estructurales y medidas de eficiencia provocadas por el debilitamiento de las condiciones económicas y el aumento de los costos de producción. Estas condiciones hicieron que Atlas Copco tuviera que acelerar y frenar simultáneamente para mantener la rentabilidad. Por lo tanto, se realizaron varias adquisiciones estratégicas, incluido el fabricante francés de compresores Mauguière. Para fortalecer su posición en los Estados Unidos, se realizaron varias adquisiciones estratégicas en el negocio de Airpower, incluida la compra clave de Worthington Compressors.
A principios de la década de 1980, Atlas Copco era el líder mundial en perforación de rocas y neumática. Al ver el potencial de las herramientas industriales, compraron Chicago Pneumatic Tools en 1987, lo que abrió los importantes mercados estadounidense, francés y británico. Atlas Copco se convirtió entonces en uno de los mayores fabricantes de herramientas neumáticas y sistemas de monitoreo del mundo. A finales de la década de 1980, la presencia geográfica de la empresa creció y los surtidos se expandieron debido a varias adquisiciones, incluida la empresa francesa Ets. Georges Renault que fabricó herramientas eléctricas neumáticas. La empresa británica Desoutter Brothers Plc. que suministraba herramientas industriales y sistemas de monitoreo se compró en 1990. En 1992 se compró AEG Elektrowerkzeuge y en 1995 se adquirió Milwaukee Electric Tool, lo que fortaleció aún más el alcance de la empresa. En 1997, Atlas Copco realizó su adquisición más grande e importante con la compra de Prime Service Corporation, que era la empresa de arrendamiento de maquinaria más grande de los Estados Unidos. La North American Rental Service Corporation se adquirió en 1999.
En 2018, Atlas Copco decidió dividirse y formó Epiroc AB, que se centrará en los clientes de los segmentos de minería, infraestructura y recursos naturales. Epiroc es ahora una empresa totalmente independiente.

## Controversias
Atlas Copco ha sido criticada por sus operaciones en Rusia durante las tensiones geopolíticas posteriores a la invasión rusa de Ucrania. Aunque la empresa anunció planes para cesar sus operaciones en Rusia en línea con las sanciones internacionales, persisten preocupaciones sobre el tiempo requerido y las implicaciones éticas de sus actividades comerciales durante el conflicto.

## Áreas comerciales
Desde 2017, Atlas Copco tiene cuatro áreas comerciales principales: Técnica de compresores, Técnica de vacío, Técnica industrial y Técnica de potencia. Todos se centran en el diseño, la fabricación y la comercialización de una amplia gama de productos para diferentes segmentos de la industria.

### Técnica del compresor
El área de Técnica de Compresores de Atlas Copco crea productos tales como compresores industriales y soluciones de vacío, equipos de tratamiento de petróleo y gas, sistemas de gestión de aire y compresores de procesos y gas. Los productos se utilizan principalmente en las industrias de fabricación, petróleo, gas y procesos. Sus soluciones de compresores se utilizan en barcos, trenes y hospitales, y en otras instalaciones y aplicaciones. Sus principales competidores de mercado en esta área son Ingersoll-Rand, Kaeser, Kobelco, Hitachi, Gardner Denver, Cameron, Sullair y Parker Hannifin.

### Técnica de vacío
El área de negocio de Técnica de vacío de Atlas Copco ofrece productos de vacío, sistemas de gestión de escape, válvulas y productos relacionados, principalmente bajo las marcas Edwards, Leybold y Atlas Copco. Los principales mercados atendidos son los de semiconductores y científicos, así como una amplia gama de segmentos industriales que incluyen industrias de procesos químicos, envasado de alimentos y manipulación de papel. Las principales unidades de desarrollo y fabricación de productos se encuentran en el Reino Unido, República Checa, Alemania, Corea del Sur, Estados Unidos, China y Japón.

### Técnica industrial
Los productos de Atlas Copco en Técnica Industrial se desarrollan principalmente para las industrias automotriz y aeroespacial, pero también se utilizan en la fabricación y mantenimiento industrial y el servicio de vehículos. Los productos fabricados incluyen sistemas de ensamblaje, herramientas eléctricas industriales, productos de garantía de calidad y varios tipos de software. Sus principales competidores en esta área son Apex Tool Group, Ingersoll-Rand, Stanley Black & Decker, Uryu y Bosch.

### Técnica de poder
Esta área produce compresores portátiles, torres de iluminación, bombas y generadores, equipos de pavimentación, equipos de compactación, herramientas de demolición y herramientas de construcción para una amplia variedad de proyectos de infraestructura. Estos incluyen obras civiles, construcción de carreteras, gas y petróleo y proyectos de construcción de perforaciones. Los principales competidores de la empresa en esta área son Doosan Infracore, Kaeser, Sullair, Volvo, Caterpillar y Wirtgen99.